# Thierry van Werveke
Thierry van Werveke (* 23. Oktober 1958 in Genf, Schweiz; † 11. Januar 2009 in Luxemburg) war ein luxemburgischer Schauspieler und Sänger.

## Leben
Seine ersten Schauspielerfahrungen machte Thierry van Werveke 1982 in Andy Bauschs Kurzfilm Stefan. Dadurch wurden auch andere Regisseure auf ihn aufmerksam, so spielte er in Filmen von Frank Feitler, Marc Olinger, Pol Cruchten und Til Schweiger mit. Abracadabra von Harry Cleven war sein erster Film in französischer Sprache. Mit seiner Rolle als Belgier Henk in Knockin’ on Heaven’s Door wurde er beim deutschen Publikum bekannt. Seitdem spielte er regelmäßig Rollen in deutschen Filmen und Fernsehserien. Neben seinen Filmengagements spielte er noch Theater und war als Sänger der beiden Luxemburger Bands Nazz Nazz und Taboola Rasa aktiv.
Die Film-Biographie inthierryview hat Andy Bausch als eine Art Porträt und Hommage 2008 gedreht, nachdem bekannt wurde, dass Thierry van Werveke schwer krank war. Thierry van Werveke starb am 11. Januar 2009 im Alter von 50 Jahren nach langer, schwerer Krankheit. Til Schweiger widmete ihm und Barbara Rudnik posthum seinen Film Zweiohrküken.

## Filmografie
- 1982: Lupowitz
- 1982: Stefan
- 1983: Die letzte Nacht
- 1983: Cocaine Cowboy
- 1984: Van Drosselstein
- 1984: … der Däiwel
- 1986: Gwyncilla, Legend of Dark Ages
- 1988: Troublemaker
- 1989: A Wopbopaloobop A Lopbamboom
- 1990: De falschen Hond
- 1990: Schacko Klak
- 1990: Heartbreakhotel
- 1991: Hochzeitsnacht (Hochzäitsnuecht)
- 1991: Dead Flowers
- 1992: Die Rebellion
- 1993: Three Shake-a-leg Steps to Heaven
- 1993: Abracadabra
- 1994: Hasenjagd – Vor lauter Feigheit gibt es kein Erbarmen
- 1995: Alles nur Tarnung
- 1996: Knockin’ on Heaven’s Door
- 1997: Back in Trouble
- 1998: Caipiranha – Vorsicht! Bissiger Nachbar!
- 1998 Fünf-Uhr-Schatten (Eduards Promise)
- 1998: Die 3 Posträuber
- 1998: Kai Rabe gegen die Vatikankiller
- 1998: Der Eisbär
- 2000: Auf Herz und Nieren
- 2000: Ein göttlicher Job
- 2000: Jetzt oder nie – Zeit ist Geld
- 2001: Le Club des Chômeurs
- 2001: Eduard’s Promise
- 2002: Elefantenherz
- 2002: Wolfzeit
- 2004: Elegant (Kurzfilm)
- 2004: La Revanche
- 2005: Eine andere Liga
- 2006: Kleine Geheimnisse (Perl oder Pica)
- 2006: Deep Frozen (Deepfrozen)
- 2007: Luftbusiness
- 2007: Freigesprochen
- 2008: Tausend Ozeane
- 2008: 1½ Ritter – Auf der Suche nach der hinreißenden Herzelinde
- 2009: Räuberinnen
- 2009: Réfractaire
- 2009: Der Fürsorger oder Das Geld der Anderen
- 2009: Lingo Vino (Kurzfilm)

## Fernsehen
- 1990: Ex und hopp – Ein böses Spiel um Liebe, Geld und Bier
- 1993: Die Männer vom K3 – Tanz auf dem Seil
- 1993: Die Rebellion
- 1995: Doppelter Einsatz – Privatpatienten
- 1996: Der Venusmörder
- 1997: Die Nacht der Nächte – School’s out
- 1997: Geisterjäger John Sinclair: Die Dämonenhochzeit
- 1998: Die Straßen von Berlin – Die Bazooka-Bande
- 1998: Ein Fall für zwei – Falsche Partner
- 1998: Kommissar Rex – Gefährlicher Auftrag
- 1998: Wolffs Revier – Zwei Seelen, ein Gedanke
- 1999: Balko – Dinojagd
- 1999: Der Clown – Handyman
- 1999: Ein Großes Ding
- 1999: Hamburg – Stadt in Angst
- 2000: Anwalt Abel – Der Voyeur und das Mädchen
- 2002: Tatort: Endspiel (Fernsehreihe)
- 2002: Tatort: Schützlinge
- 2003: Crazy Race
- 2004: Sperling – Sperling und die letzte Chance
- 2004: Ein Krasser Deal
- 2005: SOKO Köln – Alte Rechnungen
- 2005: Die Pathologin
- 2006: Nachtschicht – Der Ausbruch
- 2006: Tatort: Der Tag des Jägers

## Diskografie
- 1996: Nazz Nazz – Mad Man
- 1990: Nazz Nazz – Stay Aboard
- 1999: Thierry van Werveke & Taboola Rasa – Taboola Rasa
- 2003: Nazz Nazz – His Bastard’s Noise
- 2009: Thierry van Werveke – Dat Bescht an de Rescht

## Über Thierry van Werveke
- 1999: The very last Cha-cha-cha, Regie Andy Bausch
- 2008: inthierryview, Regie: Andy Bausch

## Auszeichnungen
- 1988: Bester männlicher Akteur für seine Rolle in Troublemaker beim Filmfestival von La Clusaz (Frankreich)
- 2003: Luxemburger Filmpreis als bester männlicher Schauspieler für seine Rolle in Le Club des Chômeurs
- 2008: Adolf-Grimme-Preis, für seine Rolle in Eine andere Liga.